# 大林櫛角菊虎
大林櫛角菊虎（学名：Laemoglyptus taihorinensis）为菊虎科櫛角菊虎屬下的一个种。